# Тріалетійська середньокам'яна культура
Тріалетійська середньокам'яна культура — археологічна культура пізньої давньокам'яної та кінцевої давньокам'яної діб Вірменського нагір'я, що приблизно датована періодом між 16000-13000 роками тому і 8000 роком тому.

## Археологія

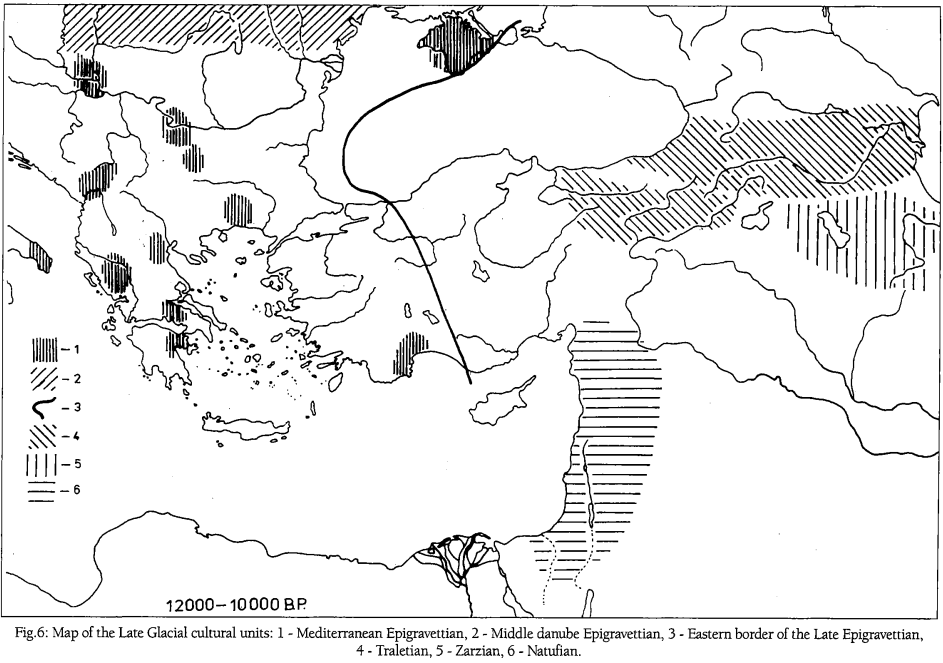
Поширення тріалетійської середньокам'яної культури за Стефаном Козловським та Качановською (2004)

Назва археологічної культури походить від археологічних стоянок в окрузі Тріалеті в долині річки Храмі на півдні Грузії, такі як Бармаксизька та Едзані-Зуртакеті. На пізньо-давньокам'яній стоянці Едзані, значний відсоток артефактів зроблено з обсидіану.
Кавказько-анатолійський край тріалетійської культури межував на сході та півдні з іраксько-іранською зарзійською культурою, а також на південному заході — з натуфійською Леванту. Алан Х. Сіммонс вважав культуру «дуже погано задокументованою». Нещодавні розкопки в долині річки Квіріла, на північ від Тріалетії гарно виявили цю мезолітичну культуру. Прожитоком цих стоянок було полюванні на кавказького козла, кабана та бурого ведмедя.

### Тріалетійські пам'ятки
Кавказ та Закавказзя:
- Едзані (Грузія)[9]
- Чох (Азербайджан), шари E-C200
- Котіас-Клде, шар B[10]

Східна Анатолія:
- Халлан-Кемі[9] (приблизно від 8600-8500 років до Р. Х. до 7600-7500 років до Р. Х.[10])
- Невалі-Чорі демонструє деякі тріалетійські домішки в контексті близькосхідної культури докерамічного неоліту B

Тріалетійський вплив помітний у:
- Джафер-Гьоюк (Cafer Höyük)[9]
- Бой-Тепе

Південно-східний Надкаспій:
- Хуто (Іран)[9]
- Алі-Тепе (Іран) (від приблизно 10500 років до Р. Х. до 8870 року до Р. Х.[10])
- Поясова печера (Іран), шари 28-11 (рештки останнього датуються приблизно 6 тис. до Р. Х.)
- Дам-Дам-Чешме II (Туркменістан), шари 7-3

Приналежність цих пам'яток надкаспійської середньокам'яної доби до тріалетійської культури було піддано сумніву.

### Зв'язок з надкаспійським мезолітом
Виявлено відмінності між тріалетійським та каспійським мезолітом південно-східного Надкаспію (представленим такими пам'ятками, як Комішан, Хуто, Камарбанд та Алі-Тепе), хоча Надкаспійський мезоліт раніше приписувався Тріалетійській культурі Стефаном Козловським (1994, 1996 та 1999), Козловським й Ораншом (2005), та Перегрином й Ембер (2002). Ці відмінності були встановлені шляхом детального вивчення розкопу Комішана та зумовлені основними відмінностями культурного середовища.
На відміну від тріалетійської промисловості, що розвивалась у степових прибережних та гірських середовищах, як, наприклад, у долині річки Храмі та гірській окрузі Чох, надкаспійська середньокам'яна культура зосереджувалася перехідному середовищі між Каспійським морем, рівниною таЕльбруськими горами. Надкаспійські мезолітичні мисливці-збирачі жили з морських багатств та використовували місцеву високоякісну сировину, тоді як тріалетійці Чоху та Тріалетії завозили сировина, розташовану на відстані 100 км.

### Відносини з Кмло-2
Кмло-2 — це скельний навіс-укриття, розташований на західному схилі долини річки Касах на масиві згаслого вулкану Арагац у Вірменії. Здається, що поселення мала 3 різні періоди заселення (11000–9000 роки до Р. Х., 9000–7000 роки до Р. Х. та 6000-4000 роки до Р. Х.). Кам'яні вироби цих трьох періодів виявляє подібності, такі як переважання мікролітів, дрібних ядер та обсидіану як сировини. Нерівносторонні скребки зі спинкою є переважають серед мікролітів; ці знаряддя схожі на пізні пізньо-давньокам'яні знаряддя Калавана-1 та зі середньокам'яного шару B Котіас-Клде. Також відзначено спорідненість кам'яних виробів Кмло-2 з кінцево-давньокам'яними та докерамічними новокам'яними пам'ятками Таврських і Загроських гір.

Гаспарян висловився про подібності виробів, виявлених в печері Апнаґюх-8 (Кмло-2):
Зробимо висновок, що індустрія Апнаг'юха-8 ближче до виробничих комплексів з традиціями мезоліту та / або періоду пізнього палеоліту. Але сьогодні важко показати будь-яку культуру чи археологічне джерело у Вірменії, що належить до періодів, що передували Апнаг'юху-8 і могли бути його джерелом чи прототипом. Єдиною пам'яткою, що з'явилася до Апнаг'юза-8, є Калаван-1, пізньо-давньокам'яна стоянка, що датується 16-14 тисячоріччями до Р. Х., коли мікроліти геометричних форм були повністю відсутні. Незважаючи на те, що індустрія Апнаґюх-8 виявляє деяку схожість з зарзійською та тріалетійською культурами, аналітичні дослідження для підтвердження цього зрівняння все ще в роботі.
Шар III Кмло-2 містив так звані «знаряддя Кмло». Знаряддя Кмло характеризуються «безперервною та паралельною ретушшю тиском відшаруванням одного або обох бічних країв». До знарядь стоянок культури Палурі-Нагутні Грузії, були виявлені подібні ним «знаряддя Чайоню» з новокам'яних східноанатолійських і північномесопотамських стоянок Чайоню, Джафер-Гьойюк, Шимшара, датованих 8000-6000 роками до Р. Х., та деякі виявлені у шарі А2 печери Котіас-Клде. Існує припущення, що знаряддя Кмло є відмінними рисами культури, утворенної приблизно у 9000-7000 роках до Р. Х. на високогір'ї Західної Вірменії, і що продовжувалася принаймні до 6000-4000 років до Р. Х.. Також припускається про місцевий розвиток знарядь Кмло.

### Заключна фаза
Про кінець тріалетійської культури відомо мало. Припускається занепад культури у 6000-5000 роках до Р. Х.. Від цього часу з'являються перші свідчення про джейтунську культуру, що, ймовірно, перетворилася зі східного відгалуження тріалетійської культури. Також, того часу з'являються перші неолітичні матеріали Паскової печери.
Пропонується, що в південно-західному куті тріалетійської культури на стоянках, як Джафер-Гьойюк, культура розвинулася до місцевого варіанту месопотамського докерамічного неоліту В приблизно в 7000-6000 роках до Р. Х.
Стефан Козловський припускає, що, схоже, триалетійська культура не має продовження в неоліті Грузії (як, наприклад на стоянках Палурі й Кобулеті). Хоча в 5000-4000 роках до Р. Х. певні мікроліти, подібні до триалетійських, знову з'являються в Шулаверіс-Гора (див. шулавері-шомуська культура) та в Ірміс-Гора.

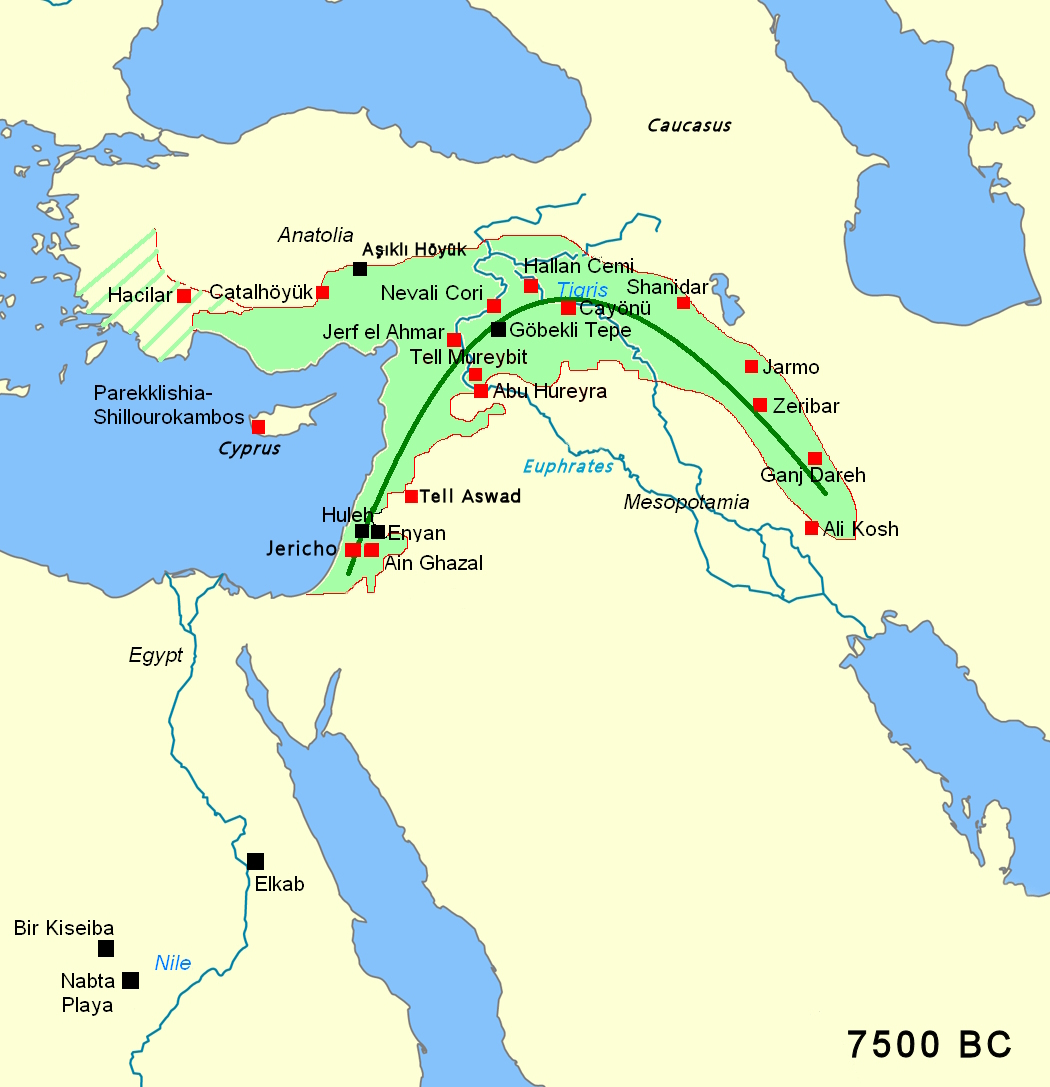
Плодючий півмісяць близько 7500 р. до Р. Х., з головними місцями доби докерамічного неоліту. На карті зображені деякі стоянки, пов'язані з тріалетійською культурою: Халлан-Чемі та Невалі-Чорі.

## Генетика
Проаналізовано геном людини середньокам'яного мисливця-збирача KK1, кості якого виявлені в шарі A2 скельного укриття Котіас-Клде в Грузії, датованого 9700 роком до Р. Х.. Ця людина утворює генетичну Кавказьку мисливсько-збирачеву групу (CHG) з іншим мисливцем-збирачем з печери Сацурблія. KK1 належить до гаплогрупи Y-хромосоми J2a (незалежний аналіз визначив галузь J2a1b-Y12379).
Хоча приналежність каспійського мезоліту до тріалетійської культури було піддано сумніву, варто зазначити, що були виявлені генетичні збіги між мезолітичним мисливцем-збирачем Iran_HotuIIIb з печери Хоту, що датовано 9100-8600 роками до Р. Х. та Кавказькою мисливсько-збирачевою групою CHG з Котіас-Клде. Дюдина Iran_HotuIIIb належить до гаплогрупи Y-хромосоми J (xJ2a1b3, J2b2a1a1) (незалежний аналіз дав J2a-CTS1085(xCTS11251, PF5073) — ймовірно галузь J2a2). Людина KK1 з Котіас-Клде та людина Iran_HotuIIIb з Хоту мають спільного батьківського предка, що жив приблизно 18700 років тому (за оцінками yfull). На автосомному рівні він потрапляє в скупчення Кавказької мисливсько-збирачевої групи та Іранськими неолітичними землеробами.

## Дивитися також
- Середньокам'яна доба
- Близькосхідний епіпалеоліт
- Археологія Кавказу
- Археологія Грузії
- Зарзійська культура
- Натуфійська культура
- Кавказька мисливсько-збирачева група